# Nya Spanien
Nya Spanien (spanska: Nueva España), formellt Vicekungadömet Nya Spanien (spanska: Virreinato de Nueva España) var namnet på ett av de vicekungadömen som Spanien härskade över mellan 1535 och 1821. Nya Spanien styrdes av en vicekung i Mexico City som utsetts av den spanske monarken. Nya Spanien inkluderade vad som idag är känt som Mexiko och Centralamerika (till den södra gränsen av dagens Costa Rica) och nästan allt av sydvästra USA, inklusive dagens Kalifornien, Nevada, Utah, Colorado, Wyoming, Arizona, New Mexico och Texas. Filippinerna administrerades som en koloni från Nya Spanien mellan 1565 och 1821. Ögruppen tillhörde den spanska kronan fram till det spansk-amerikanska kriget 1898.

## Administration

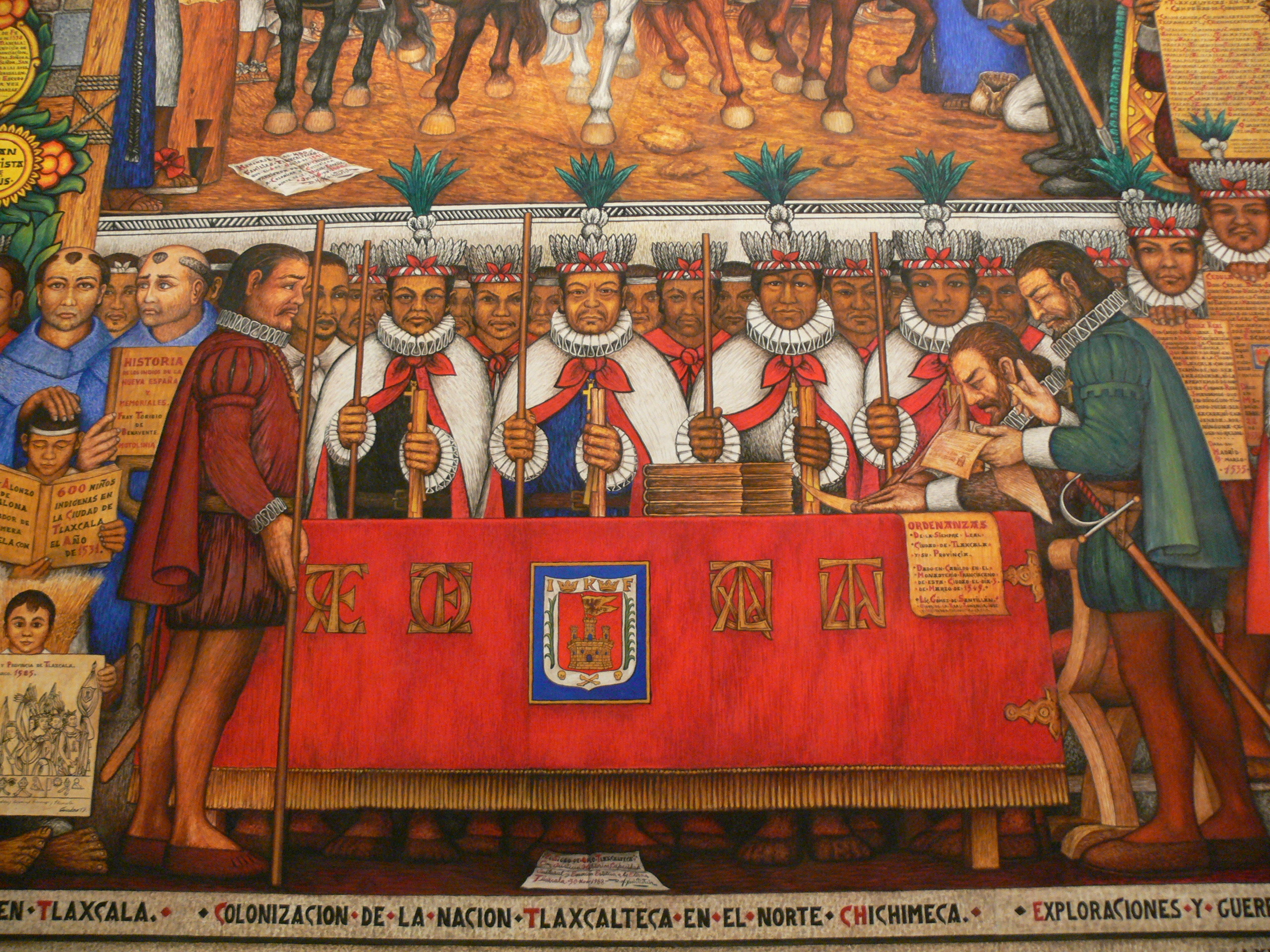
Tlaxcala blir en provins i Nya Spanien 1545.

Karta över Nya Spanien 1795 med generalkaptenskapen utmärkta.

Vicekungadömet Nya Spanien 1819

Generalkaptenskapet Filippinerna.

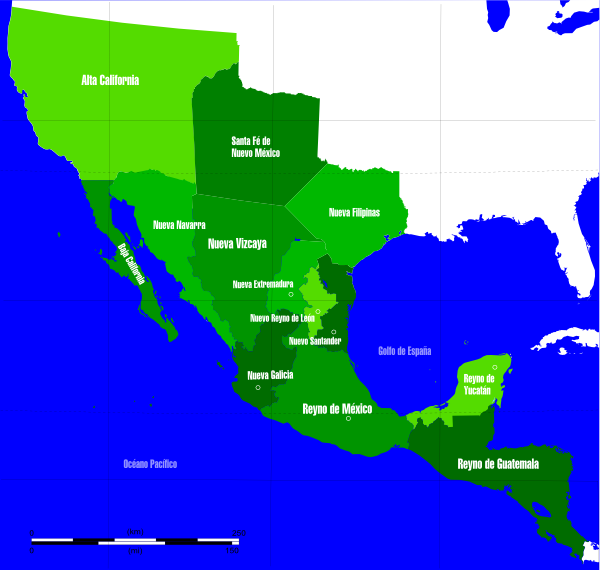
Karta över spanska Mexiko.

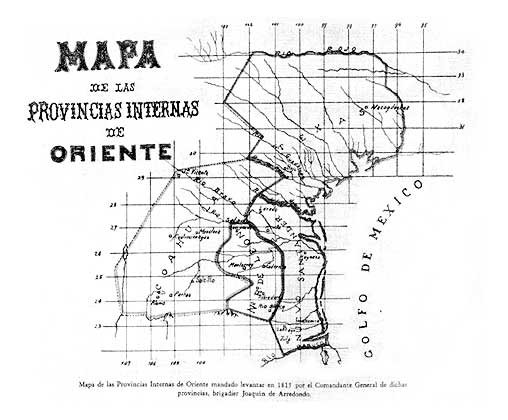
Karta över de östra inre provinserna 1815.

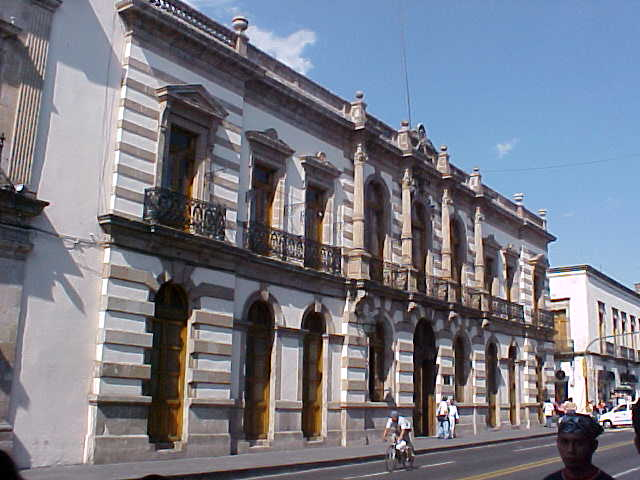
Intendentens ämbetsbyggnad i Morelia.

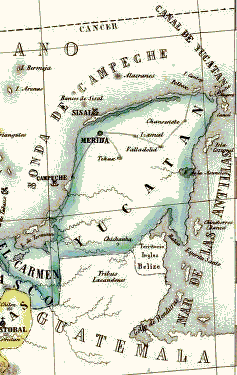
Karta över intendentskapet Mérida.

### Spanien

#### Kungen
Kungen av Spanien var en absolut härskare som hade sista ordet vad gällde alla beslut i riket. Han utnämnde alla civila, militära och kyrkliga befattningshavare. 1714 inrättades ett ämbete som statssekreterare för marinen och Indierna, Secretaría de Marina e Indias, (en sjö- och kolonialminister) till vilken kungen delegerade ansvaret militära frågor, sjöfart, handel och skatter i kolonierna. Statssekreteraren utnämnde alla koloniala ämbetsmän, inklusive de som hade sitt säte i Spanien. I slutet av 1700-talet skildes sjöförsvarsärendena från kolonialärendena i ett statssekretariat för Indierna, som hade juridiska befogenheter samt handhade civila och kyrkliga utnämningar.

#### Kungliga rådet
Ursprungligen sköttes kolonialfrågorna av en avdelning av det kungliga rådet för Kastilien, men 1524 inrättades ett särskilt kungligt råd för Indierna, Real y Supremo Consejo de Indias. Detta råd ansvarade för alla civila, militära, kyrkliga och kommersiella frågor i de spanska kolonierna. Det bestod av en storkansler och president, en vice storkansler och åtta rättskunniga kungliga råd. Rådet utövade lagstiftande, dömande, finansiell och kyrklig makt.

#### Kommerskollegium
1503 bildades Casa de la Contratación de Indias, ett kommerskollegium för de spanska kolonierna, med säte i Sevilla. Dess uppdrag var att reglera handeln mellan Spanien och kolonierna. Det tilldelades politiska, dömande, fiskala och kyrkliga befogenheter. När kungliga rådet tillkom blev det en av dess underställda ämbetsverk. Dess säte flyttades 1717 till Cadiz. Det lades ned 1790.

#### Krigskollegium
På grund av det ökade hotet från engelsk, holländsk och fransk aggression överlämnades militära frågor 1597 till ett särskilt krigskollegium för Indierna (Junta de Guerra de Indias), som bestod av två ledamöter från det kungliga rådet och två från det kastilianska krigskollegiet.

#### Kammarkollegium
Ett kammarkollegium för Indierna (Cámara de Indias) bildades 1600, lades ner nio år senare för att återbildas 1644. Det ansvarade för kungliga förläningar i kolonierna och föreslog kandidater till civila och kyrkliga utnämningar.

### Nya Spanien

#### Vicekungen
- Lista över vicekungar av Nya Spanien

Nya Spanien styrdes av Nya Spaniens vicekung med säte i Mexico City vilken var utnämnd av och underställd Spaniens kung. Vicekungen var den spanska kungens personlige representant under den fyraårsperiod som ämbetet innehades. Det var inte ovanligt att en vicekung, som med framgång skött sitt ämbete i Nya Spanien, sedan blev vicekung av Peru. Vicekungen var högste befälhavare (generalkapten), president i den hovrätt (audencia) (se nedan) som hade sitt säte i den vicekungliga residensstaden, styresman för den kungliga skattkammaren och vice skyddsherre för kyrkan inom sin jurisdiktion.

#### Audiencias
Under vicekungen var Nya Spanien indelat i audiencias (hovrätter), som framförallt hade juridiska funktioner, men även administrativa och lagstiftande. De var underställda vicekungen i administrativa ärenden, men det kungliga rådet i dömande och lagstiftande frågor.
1. Real Audiencia de Santo Domingo Santo Domingo (1511, 1526)
2. Real Audiencia de México Mexiko (1527)
3. Real Audiencia de Panama Panama (1538–1543)
4. Audiencia y Cancillería Real de Santiago de Guatemala Guatemala (1543)
5. Real Audiencia de Guadalajara norra Mexiko (1548)
6. Real Audiencia de Manila Filippinerna (1583)

#### Guvernement
Under hovrätterna fanns ett antal gobernaciones (guvernement), som i stort sett sammanföll med de provinser vicekungadömet var indelat i.

##### Mexiko
- Mexiko - residensstad Mexico City
- Tabasco - residensstad Tabasco
- Tlascala - med Veracruz och Puebla de Los Angeles
- Guaxaca - residensstad Guaxaca
- Yucatan
- Mechoacan - residensstad Mechoacan
- Guasteca - residensstad Panuco
- Nueva Léon
- Louisiana - residensstad Nya Orleans
- Östra Florida
- Västra Florida - residensstad Pensacola

Källa:

##### Guadalajara
- Nueva Galicia - residensstad Guadalajara
- Nueva Biscaya
- Kuliakan
- Sinaloa
- Ostimuri
- Sonora
- Nuevo Mexico - residensstad Santa Fé
- Pimeria
- Apacheria
- California
- Teguayo
- Quivira

Källa:

##### Guatemala
- Guatemala - residensstad Guatemala
- Chiapa - residensstad Chiapa
- Vera-Paz
- Honduras - residensstad Komayagna
- Nicaragua - residensstad St. Leon
- Costarica
- Veragua

Källa:

#### Generalkaptenskap
Provinser som var utsatta för ett militärt hot samlades i generalkaptenskap, där en generalkapten utövade både civilt styre och militärt befäl. I övriga provinser var vicekungen även generalkapten.
1. Santo Domingo (1535)
2. Filippinerna (1574)
3. Puerto Rico (1580)
4. Cuba (1607)
5. Guatemala (1609)
6. Yucatán (1617)

#### Inre provinserna
De norra provinserna i Mexiko kom 1776-1786 att bilda provincias internas under en generalkommendant. De delades 1787 i två generalkommendantskap för att 1792-1810 återigen vara förenade till ett. Därefter var de fram till Mexikos frigörelse 1821 åter under befäl av två generalkommendanter.
- De västliga inre provinserna [8]
  - Sonora
  - Durango eller Nueva Vizcaya
  - Santa Fe de Nuevo Mexico delar av New Mexico och Texas
  - Alta California och Baja California
- De östliga inre provinserna [8][9]
  - Coahuila
  - Texas
  - Sonora
  - Sinaloa
  - Nueva Viscaya
  - Nuevo Santander (1776-1793)
  - Nuevo Leon (1776-1793)
- Bland generalkommendanterna märks Teodoro de Croix.

#### Intendencias

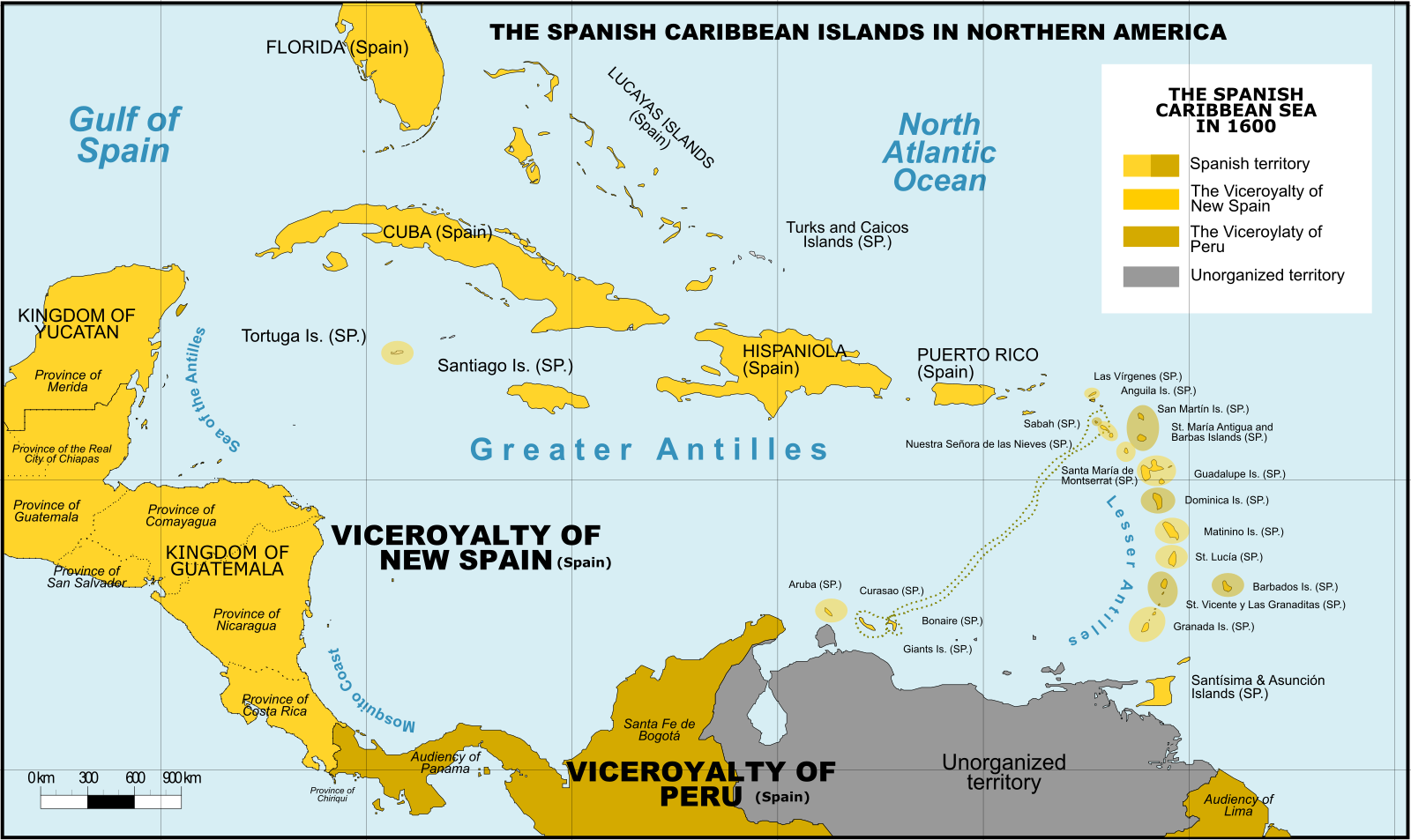
Västindien i vicekungadömet Nya Spanien och vicekungadömet Peru.

På lokal nivå fanns det över tvåhundra distrikt under antingen en corregidor (även alcalde mayor) eller ett cabildo (stadsstyrelse) med både styrande och dömande makt. Som ett resultat av de bourbonska reformerna infördes intendenter som övertog corregidorernas uppgifter och vars fiskala befogenheter inskränkte vicekungens, guvernörernas och stadsstyrelsernas makt.
| Tillkomst | Intendencia                            |
| --------- | -------------------------------------- |
| 1764      | Havanna                                |
| 1766      | New Orleans                            |
| 1784      | Puerto Rico                            |
| 1786      | centrala Mexiko                        |
| 1786      | Chiapas                                |
| 1786      | Guatemala                              |
| 1786      | San Salvador                           |
| 1786      | Comayagua                              |
| 1786      | Léon                                   |
| 1786      | Puerto Príncipe (utbruten ur Havanna)  |
| 1786      | Santiago de Cuba (utbruten ur Havanna) |
| 1787      | Guanajuato                             |
| 1787      | Valladolid                             |
| 1787      | Guadalajara                            |
| 1787      | Zacatecas                              |
| 1787      | San Luis Potosí                        |
| 1787      | Veracruz                               |
| 1787      | Puebla                                 |
| 1787      | Oaxaca                                 |
| 1787      | Durango                                |
| 1787      | Sonora                                 |
| 1789      | Mérida                                 |

## Etnosocial struktur

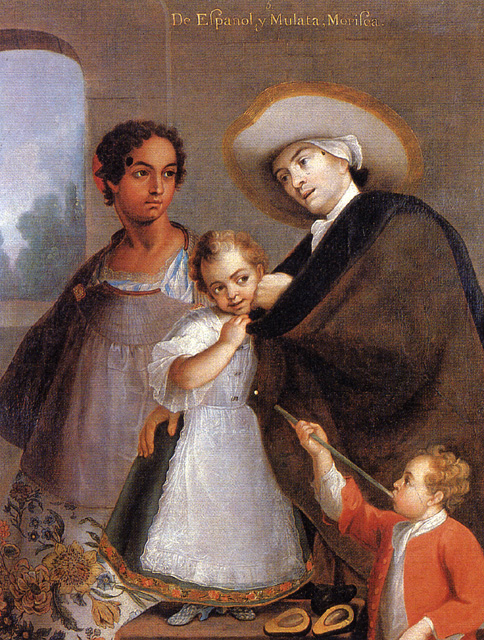
Barnen till en spanjor och en mulatt kallades moriscos.

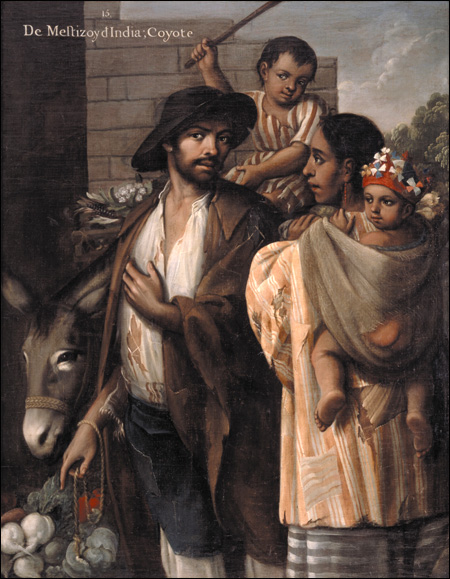
Barnen till en indian och en mestis kallades cholos eller coyotes.

Det system med etnosociala kategorier - castas - som konstruerades i Nya Spanien var färdigutvecklat i slutet av 1600-talet. Till varje kategorier hörde privilegier eller restriktioner. Så var det bara spanjorer och indianer som kunde erkännas som adliga. Kategorierna var dock inte enbart baserade på börd, härstamning eller fysiskt utseende, utan även individens sociala och ekonomiska status vägdes in.

### Huvudkategorier
- Spanjorer - españoles - var den första huvudkategorin. Det var personer av spansk härstamning. Andra européer räknades också som spanjorer om de var katoliker och talade spanska. Många med en viss grad av indiansk härstamning räknades i praktiken även hit.   
  - Peninsulares var därvid de som var födda på Iberiska halvön. Alla dessa krävde i Nya Spanien att bli betraktade som hidalgos, dvs. som lågadliga. Trots detta kunde de tillhöra alla samhällsklasser.
  - Criollos (kreoler) var spanjorer födda i Nya Världen.
- Indianer - indianos - var den andra huvudkategorin. De var lagligen betraktade som omyndiga och ställda under kungligt förmyndarskap.
- Afrikaner - negros eller morenos - var den tredje huvudkategorin. Den betraktades som underordnad eftersom afrikansk börd var knuten till slaveriet. Alla afrikaner var dock inte slavar, utan det fanns även fria afrikaner i Nya Spanien. De kunde inte bli präster och deras vittnesmål inför domstol räknades av mindre värde. Fria afrikaner kunde dock tillhöra milisen.

### Castas
För barn till föräldrar av olika etnosociala kategorier fanns i Nya Spanien en rikt utvecklad rasterminologi. Som gemensam beteckning för dessa länge underordnade kategorier användes själva den överordnade termen för det etnosociala systement, dvs. castas.   
- Mulattos eller Pardos (mulatter) var barn till en spansk förälder och en afrikansk förälder. Om modern var slav, blev barnet också slav.   
  - Moriscos (egentligen morisker) var barn till en spansk förälder och en mulattförälder.
  - Albinso (egentligen albino) var barn till en spansk förälder och en moriskoförälder.
- Meztísos (mestiser) var barn till en spansk förälder och en indianförälder. Beteckningen var ursprungligen endast knuten till utomäktenskaplig börd, eftersom barn i lagliga äktenskap mellan spanjorer och indianer blev räknade som antingen spanjorer eller indianer beroende på i vilken kultur de uppfostrades.    
  - Castizo (ursprungligen en term som motsvarade ordet endemisk) var barn till en spansk förälder och en mestisförälder. Barn till en spansk förälder och en castisförälder klassades ofta som spanjorer (kreoler).
  - Cholos (ursprungligen ett aztekiskt ord som betyder hund) eller Coyotes (prärievargar) var barn till en indiansk förälder och en castisförälder.
- Sambos var barn till en indiansk förälder och en afrikansk förälder.    
  - Chinos (egentligen kinesisk) var barn till en indiansk förälder och en mulattförälder.
  - Lobos (egentligen vargar) var barn till en indiansk förälder och en chinoförälder. Denna term kunde även vara en synonym till sambo.

## Social och politisk dynamik

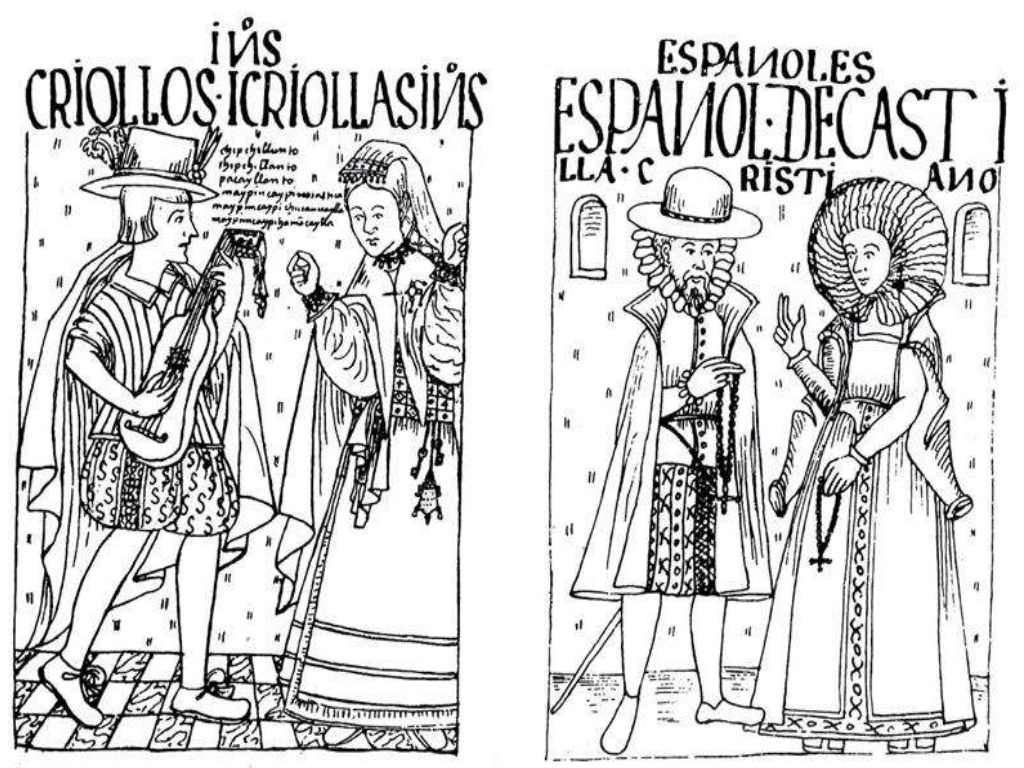
Kreoler och spanjorer i Nya Spanien, 1615.

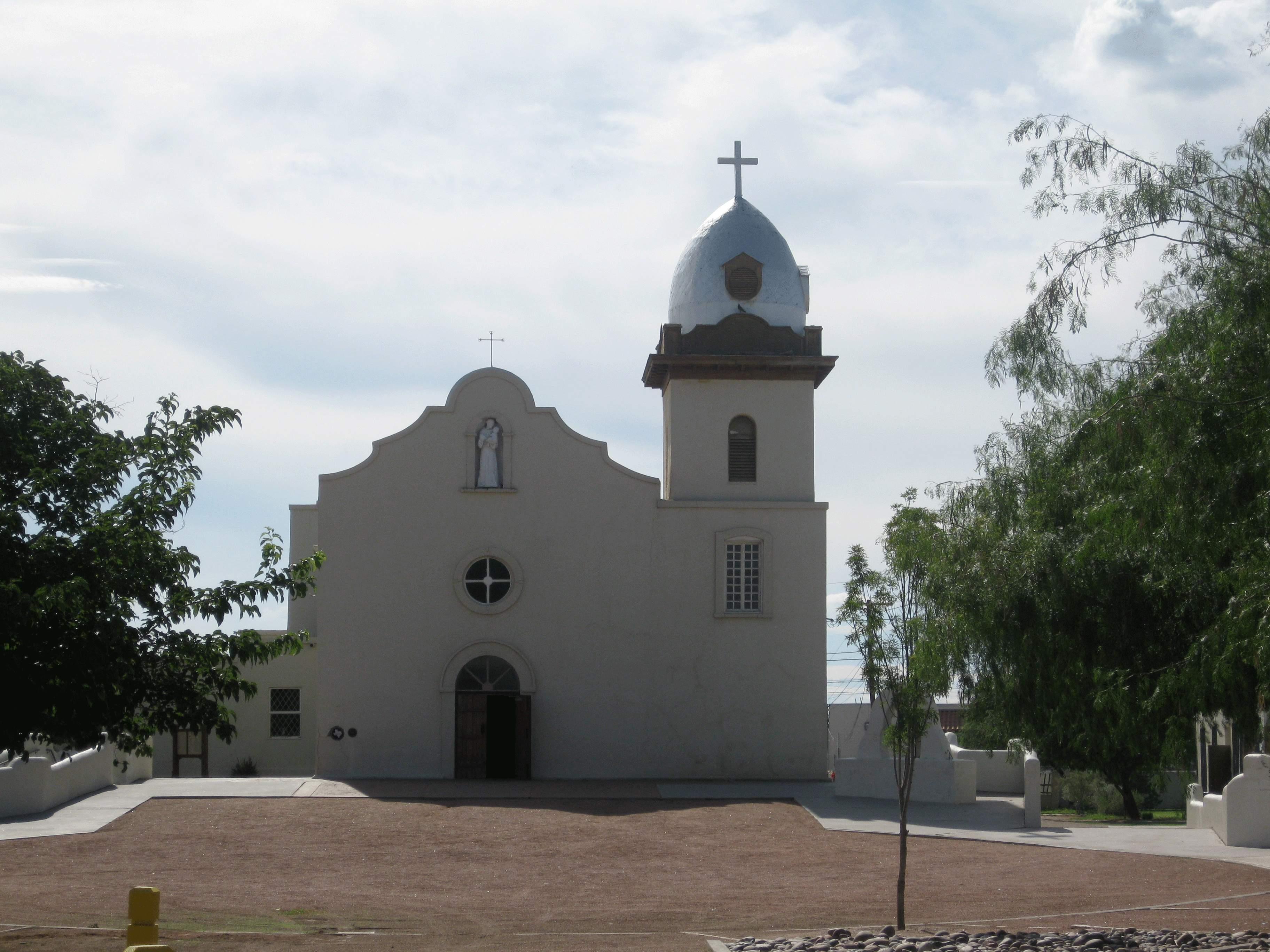
En franciskansk missionsstation i Nya Spanien.

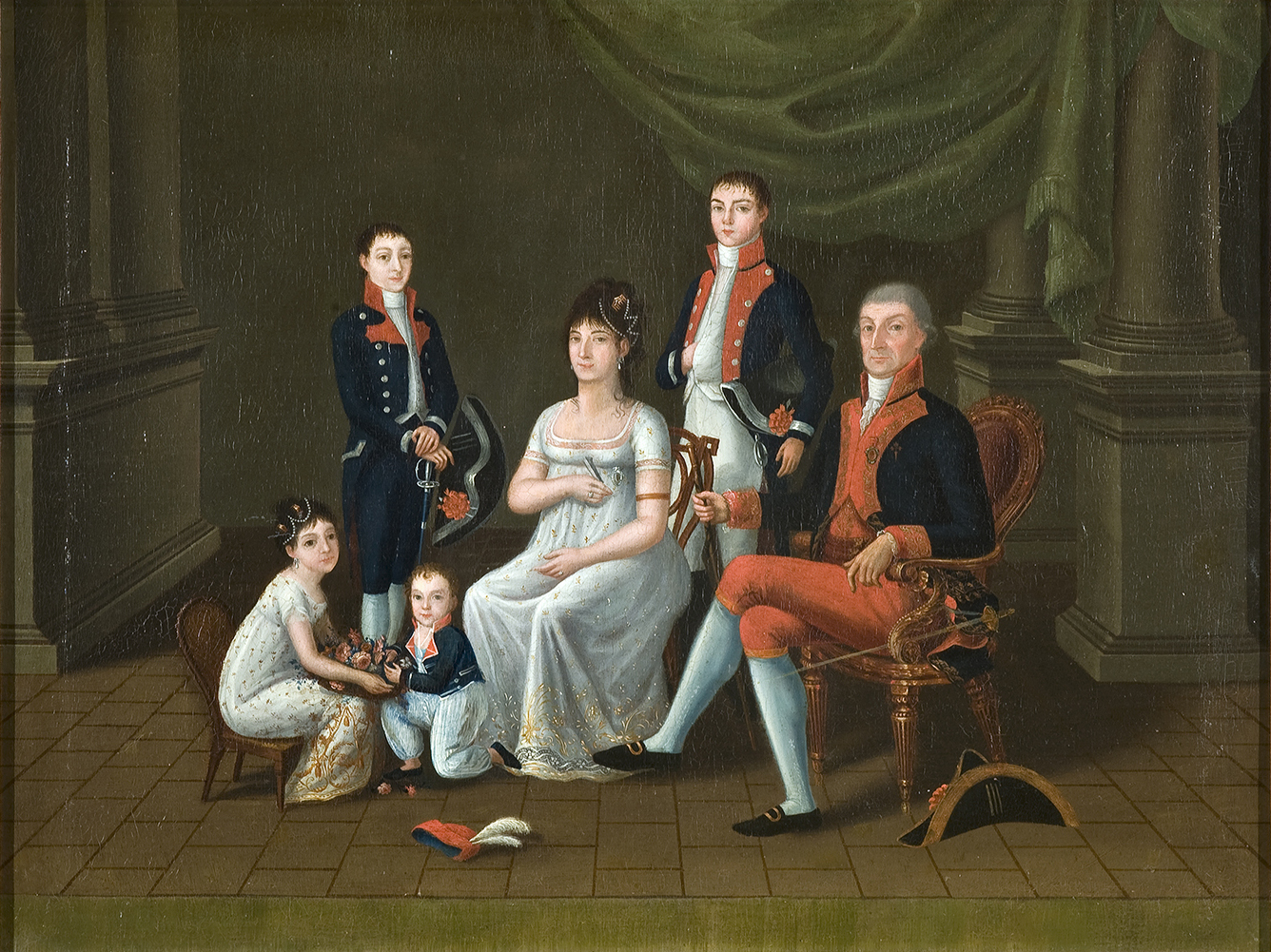
Mexikanska kreoler, 1700-talets slut.

### 1500-talet
Erövringen av aztekernas välde ledde till att den inhemska befolkningen drabbades av en demografisk kollaps. Den inhemska, indianska, befolkningen i Nya Spanien har beräknats till ca 28 miljoner invånare 1519. Tretton år senare hade den minskat till 17 miljoner och 1595 återstod bara 1,4 miljoner. Då de saknade immunitet mot sådana europeiska sjukdomar som smittkoppor, mässling, gula febern, malaria och tyfus, drabbade epidemier stora inhemska befolkningsgrupper 1520, 1548, 1576-1579 och 1595-1598. Förutom epidemier och andra sjukdomar bidrog slaveri och tvångsarbete till den demografiska kollapsen.

### 1600-talet
Under 1600-talet skedde en demografisk återhämtning av urbefolkningen på fastlandet i Nya Spanien. Införseln av afrikanska slavar blev en viktig del av den ekonomiska utvecklingen sedan nya lagar förbjöd förslavandet av urbefolkningen. Både de spanska och de indianska samhällena var samlade runt en residensstad som var säte för en cabildo (se ovan). Varje sådant samhälle åtnjöt en hög grad av självstyre därför att den 'spanska regeringen förlitade sig på kommunala eller lokala administratörer för att förhindra konflikter. De indianska samhällena utgjordes av en rad mindre samhällen, kallade pueblos, som omgav residensstaden.
Uppdelningen av samhället i rasliga eller etniska klasser (castas) (se ovan) genererade krav på rättigheter och beskydd som ställde olika grupper mot varandra och delade samhället. Kreolernas - inhemska, vita, spansktalande - opposition mot det vicekungliga regementet var den dominerande politiska konflikten. Kreolerna kontrollerade cabildos och krävde att indianernas självstyrelse skulle avskaffas, att godsförläningar (encomeniendos) också skulle avskaffas och att vicekungens makt över de kommunala myndigheterna begränsas. Eftersom vicekungarna betraktade befolkningsökningen bland urbefolkningen och den växande blandbefolkningen med oro, var de måna om att få stöd från kreolerna och tenderade därför att ge efter för dess krav.

### 1700-talet
Befolkningsökningen fortsatte under 1700-talet och den ökande splittringen i olika etniska grupper förändrade samhället i grunden. De underordnade blandrasgrupperna (castas) krävde en plats i det etniskt och kulturellt hierarkiska samhället. Både de traditionella spanska och de traditionella indianska samhällena på Nya Spaniens fastland kände sig hotade och utövade påtryckningar på de vicekungliga myndigheterna för att få sina privilegier bekräftade och utökade. Inom de olika grupperna fanns också en socio-ekonomisk differentiering i olika klasser. Tydligast var det bland kreolerna, som var delade i överklass, medelklass och underklass. Bland vita spansktalande blev differentieringen mellan de i moderlandet födda (peninsulares) och kreolerna allt tydligare. Kreolerna började utveckla en patriotism centrerad på Nya Världen. Gemensamt för alla vita spansktalande var dock fortfarande en gemensam positiv uppfattning av att tillhöra det spanska imperiet, att vara lojal mot kungamakten och hängiven den katolska religionen. Castas identifierade sig i allt ökande grad som legitima undersåtar i Nya Spanien och förvandlade därför sin sociala ställning från underordnade till kreoler vilket medförde krav på rättigheter och förmåner som kreoler.
Befolkningsökningen bland castas ledde till att de i första hand kom att anställas som lönearbetare, något som var negativt för den allt större indianska befolkningen. Befolkningsökningen bland indianerna ledde till ett ökat antal inhemska samhällen och pueblos vilka krävde mark och vattenrättigher från den vicekungliga regeringen. De lokala indiansamhällenas självstyrelse ökade också när det kyrkliga ansvaret i allt större utsträckning överfördes från religiösa ordnar till det vanliga sekulära präster.

### De bourbonska reformerna

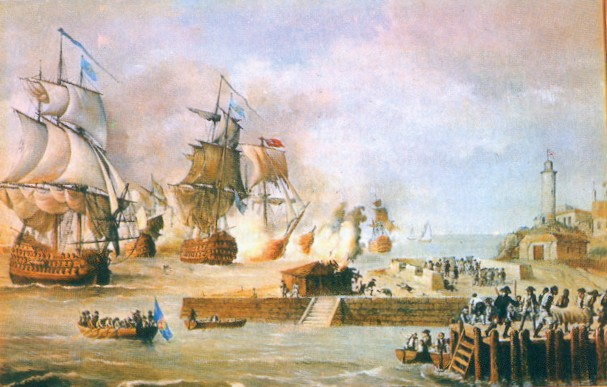
Strid mellan spanska och brittiska fartyg i hamnen i Cartagena 1741.

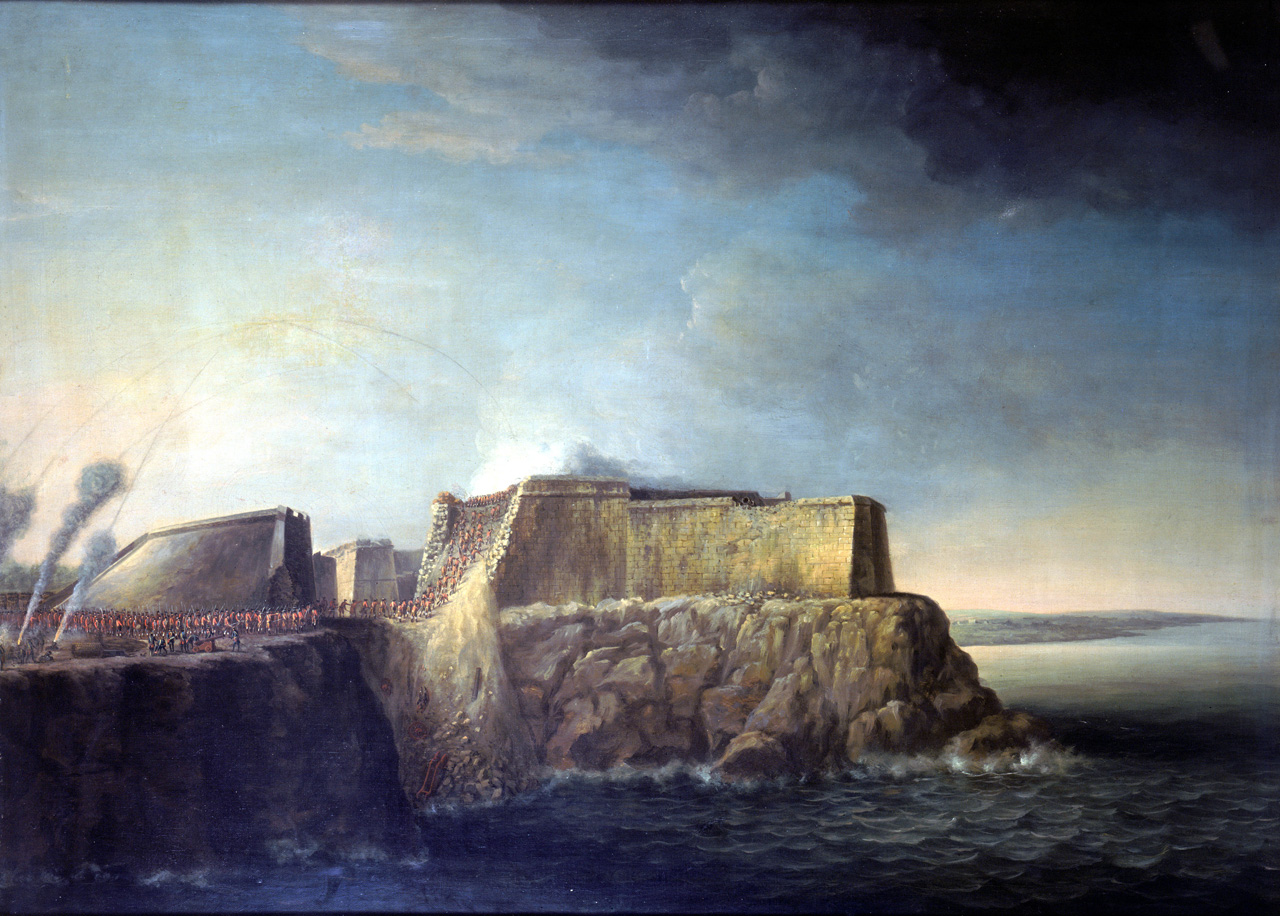
Fästningen El Morro i Havanna stormades av brittiska trupper 1762.

Den brittiska aggressionen förändrade under 1700-talet Nya Spanien strategiska situation och en rad reformer genomfördes för att stärka försvaret (se nedan). Som ett led i detta reformarbete genomfördes omfattande politiska och administrativa reformer vilka syftade till att centralisera styrelsen över Nya Spanien till den spanska kronan och dess kungligt utnämnda ämbetsmän. Kronan tog kontrollen över kyrkan genom att utvisa Jesuitorden från Nya Spanien. Den tog kontroll över lokalförvaltningen genom att utnämna kungliga intendenter (se ovan) vilka skulle ersätta de kreolstyrda lokala självförvaltningsorganen. Alla undersåtar i Nya Spanien, oberoende av raskategori, skulle utvecklas till stöd för centralmakten. För att öka den militära effektiviteten tilläts för första gången castas att tjänstgöra i milisen, något som gav dem möjlighet att nå social status, prestige och privilegier. Skatterna höjdes för att finansiera moderlandets krig. Särskilt beskattningen av kyrkan ökades vilket dock även drabbade alla andra delar av samhället, då dessa hade starka finansiella band till kyrkan. Kreolerna kom att alieneras från den spanska kronan, då de förlorade sin självstyrelse och fann sig ersatta i ämbetsverken av spanjorer från moderlandet (peninsulares).

## Ekonomisk utveckling

Mexico City 1628.

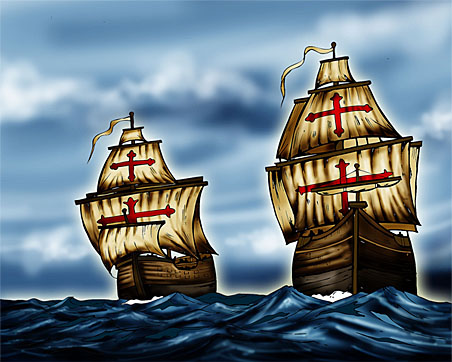
Manillagaleonerna var huvudförbindelsen mellan Filippinerna och Acapulco. Passagerarna och lasten fördes sen vidare till det spanska moderlandet via Mexico City.

### Penningväsen
De rika silvergruvorna gjorde att kolonialstyret alltid kunde prägla tillräckligt med värdemynt för intern cirkulation och Nya Spanien undgick därför det monetära virrvarr som präglade Nya Frankrike och de brittiska kolonierna i Nordamerika. Det viktigaste myntet var peso de ocho reales eller den spanska silverdollarn. Mellan 1537 och 1888 präglade de mexikanska myntverken omkring 3 miljarder pesos eller spanska dollar. Dessa mynt blev standardvaluta i Nordamerika och Fjärran Östern och den spanska dollarn antogs inte bara som grund för det nyblivna Förenta Staternas myntväsende utan var lagligt betalningsmedel i USA till 1857. Den mexikanska silverdollarn började användas som handelsmynt för den spanska handeln på Fjärran Östern 1732. Varje år fraktades silver från Acapulco till Manilla varifrån handeln med Kina utgick.

### 1600-talet
Mexico City var det ekonomiska navet i Nya Spanien. Silvergruvornas produkter fördes till staden, liksom kakao och tyger från södra Mexiko. Kinesiska varor kom via Acapulco, medan europeiska varor kom via Veracruz. Ädelmetaller framförallt silver var den ekonomiska grundvalen för Nya Spanien. Sjötransporter dominerade kommunikationerna. Handeln var ett privilegium för ett fåtal rika köpmän från Spanien och Nya Spanien. Som en konsekvens ägde en livlig kontrabandshandel rum vilken spelade en viktig roll genom att förse medelklassen med snabbare och billigare tillgång på europeiska varor.

### 1700-talet

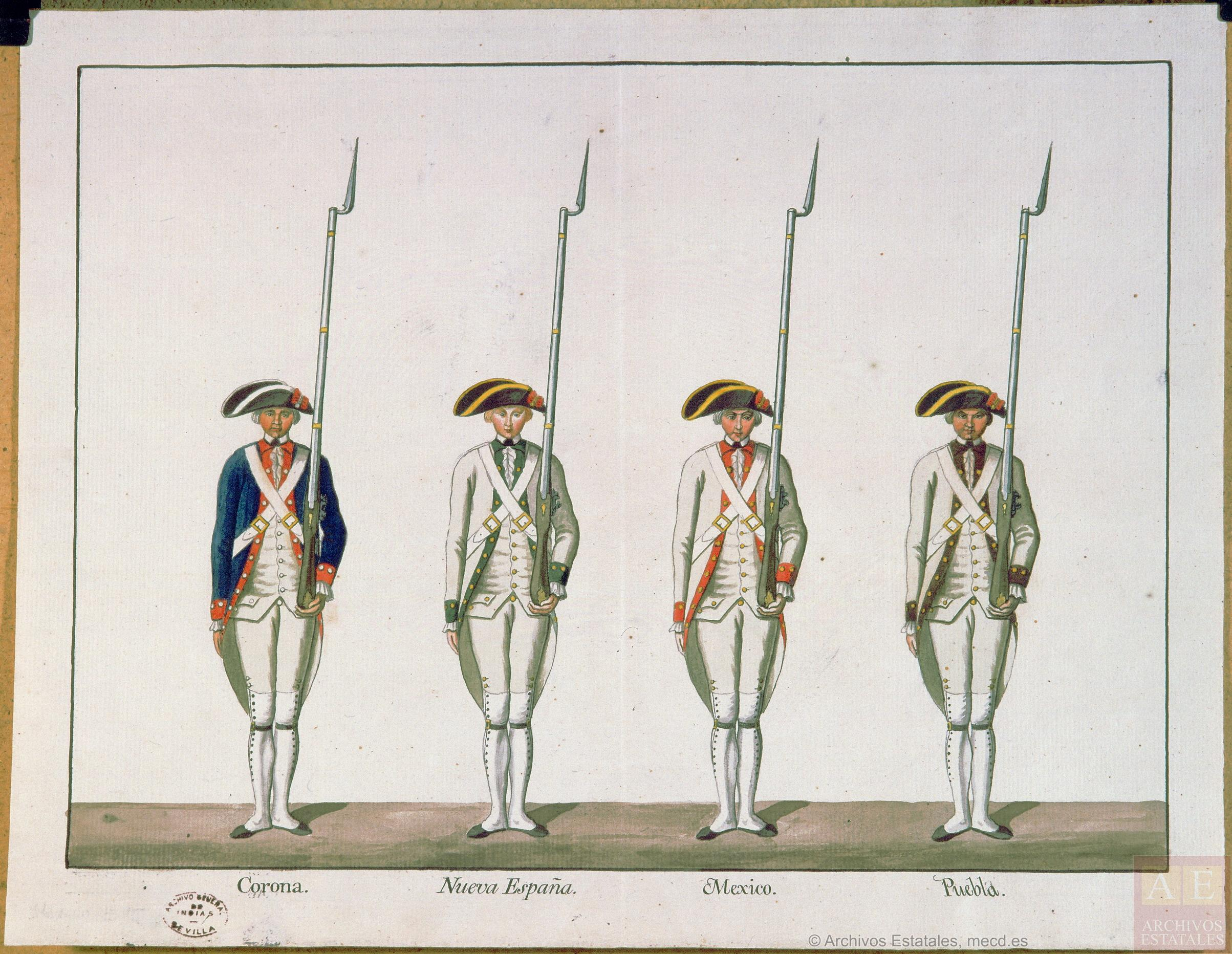
Uniformer för fyra nya kolonialregementen i Nya Spanien, som bildades genom de bourbonska reformerna 1767–1789.

Gruvteknologin gjorde stora framsteg vilka inte bara ledde till en allt större silverproduktion utan även genom att gruvindustrins efterfrågan stimulerade åkerbruket och boskapsskötseln. Gruvdriften spreds till nya områden i norra Nya Spanien, som Durango, Chihuahua, Coahuila och Nuevo León. Kontrabandshandeln stimulerade ekonomin men gav den spanska kronan minskade intäkter. De bourbonska reformerna (se ovan) avskaffade dock handelsmonopolen vilket ledde till ökad import. Mexico Citys dominerande ställning kom därför att utmanas av många kuststäder vilka blev nya regionala ekonomiska centra. De viktigaste exportvarorna var jordbruksprodukter och ädelmetaller.

## Militära förhållanden

### Före 1700-talet

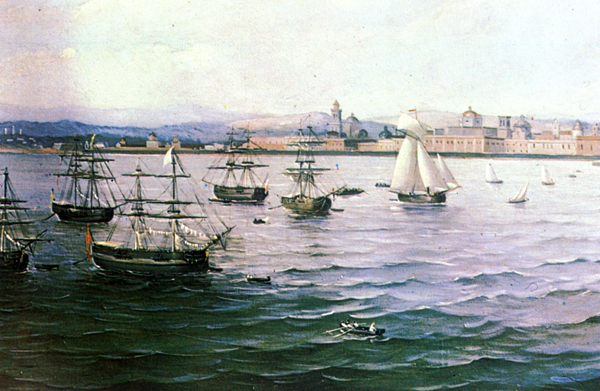
Fort San Juan de Ulúa, den spanska fästningen i Veracruz.

Krigsmakten spelade före 1700-talet en obetydlig roll i Nya Spanien. Detta står i skarp kontrast mot framförallt Nya Frankrikes militarisering, men även i tydlig olikhet med de brittiska koloniernas erfarenheter under de fransk-indianska krigen. Det nya samhälle som skapades efter conquistan var fredligt. Den inhemska befolkningen var obeväpnad och de fåtaliga folkliga upproren kunde lätt slås ned och innebar inget allvarligare hot mot den spanska makten. I det inre av Mexiko fanns bara ett par reguljära kompanier, som vid oroligheter kunde förstärkas med uppbådade köpmän, godsägare och hantverkare. De geografiska förhållandena skyddade det inre av Mexiko från yttre fiender. Silvergruvorna i norr var säkrade genom de stora ökentrakter som en fientlig armé omöjligen kunde genomtränga. De dödliga tropiska sjukdomarna på den karibiska kusten, avsaknandet av fientliga baseringsmöjligheter på västkusten och de långa och dåliga vägnätet gjorde att de mexikanska kusttrakterna var de enda områden som behövde försvaras mot fientliga makter, sjörövare och smugglare.
Försvaret av det spansk-amerikanska imperiet mot yttre fiender var baserat på ett begränsat antal befästa hamnstäder. På västkusten saknades allvarliga hot och den lilla fästningen San Diego i Acapulco, anloppshamn för Manillagaleonen, var tillräcklig. I det karibiska området fanns starkare befästningar för att säkra sjöförbindelserna med moderlandet. De dominerande vindarna förde silvergalleonerna genom Floridasundet och fästningsstaden Havanna och fästningsverken i St. Augustine skyddade den enda punkt där Nya Spanien verkligen kunde hotas. På de omgivande fastlanden fanns även starka fästningsstäder med reguljära garnisoner. På det mexikanska fastlandet var det Veracruz, i Yucatan Campeche och i Nya Granada Cartagena. Så länge som dessa fästningar kunde hållas eller snabbt återtas och så länge som de stora årliga konvojerna kunde samlas fanns det inga allvarliga hot mot Nya Spanien.

### 1700-talet
Den brittiska aggressionen under 1700-talet försämrade på ett genomgripande sätt Nya Spaniens strategiska läge. Storbritannien blev den ledande sjömakten och Royal Navy kom att behärska världshaven. Landet använde sin sjömilitära styrka för att försöka förvärva global kolonial dominans. Erövringen av Nya Frankrike och förvärvet av Brittiska Indien är kanske de två mest kända resultaten av denna aggression, men ett av de första målen var det Spanska imperiet vilket uppfattades både som rikt och som svagt. Till att börja med fungerade den spanska försvarsstrategin uppbyggd på starka fästningar och en svag militär. När engelska kolonialtrupper anföll Florida 1702 misslyckades de med att inta St. Augustine och spanska trupper som sändes från Cuba drev angriparna på flykten. År 1741 misslyckades ett fullskaligt anfall med tiotusentals man mot Cartagena på grund av tropiska sjukdomar och försvararnas uthållighet. Tusentals brittiska soldater, sjömän och nordamerikanska hjälptrupper dog. Under Sjuårskriget däremot misslyckades den spanska försvarsstrategin och britterna intogs både Havanna och Manilla 1762, något som skakade det spanska militära och koloniala etablissemanget och ledde till genomgripande reformer även om bägge städerna återlämnades vid freden 1763.
De bourbonska reformerna hade som förnämsta syfte att stärka Nya Spaniens försvarförmåga, men kom även att få betydande sociala och politiska konsekvenser (se ovan). Militärt gick reformarbetet ut på att förstärka det fasta försvaret och utöka de lokala garnisonerna för dess bemanning genom att förstärka koloniatrupperna samt att rotera förband från moderlandet till kolonierna. Så långt rubbade reformarbetet inte på gamla föreställningar, men eftersom mycket stora resurser även krävdes för att återuppbygga armén och flottan i moderlandet, fanns det inte ekonomiskt utrymme för att konsekvent genomföra dessa reformer så att en tillräcklig försvarsförmåga uppnåddes. Lösningen blev därför att i djup kontrast mot den tidigare politiken beväpna den inhemska befolkningen genom att upprätta en disciplinerad och i fredstid organiserad milis. Den skulle i första hand bestå av vita (spanjorer), men även att beväpna criollos betraktades som en ny och farlig reform. Därtill kom att bristen på lämpliga vita rekryter i vissa områden gjorde att de spanska militärmyndigheterna även organiserade särskilda milisförband för pardos och morenos. Att beväpna färgade var ett ännu större brott mot den tidigare förda politiken.

### Det norra gränsområdet

Dragon de cuera från slutet av 1700-talet.

Gränsområdet mot de icke-bofasta indianfolken i de torra områdena i norr, de som med tiden skulle sammanfattas till Provincias Internas (se ovan), var de enda krigiska området i Mexiko. Apacher, navajoer, comancher och andra grupper som inte underordnade sig spansk överhöghet angrep den bofasta befolkningen, både den spansktalande, som befolkade missionsstationer, boskapsrancher, gruvbyar eller andra små samhällen, och de puebloindianska bosättningarna med förhistoriskt ursprung. Området omfattade en tredjedel av Mexikos territorium och en enda väg, Camino Real de Tierra Adentro, förband det med Mexico City 2000 kilometer längre söderut. Gränsområdet skyddades och bevakades av en serie fort eller garnisoner - presidios. De var bemannad med en distinkt typ av soldater, dragones de cuera, vars utrustning var anpassad för indiankrigen. De var uppkallade efter det kraftiga läderpansar de bar i fält, som skydd mot indianska pilar, och utgjorde sällan mer än ettusen man. Vid sidan av de indios exploradores (indianspejare) vilka tillhörde presidiets trupper, använde sig militärmyndigherna i Nya Spanien även av indios auxiliares (indianska hjälptrupper) i kampen mot de icke-bofasta indianerna. En särskild form av hjälptrupper var indios amigos vilket var indianska krigare som stred under sina egna ledare, medan indios auxiliares närmast stod under spanskt befäl.

### Trupper i Nya Spanien
| Förband före de bourbonska reformerna                   |           |            |                             |
| Förband                                                 | Kompanier | Officerare | Underofficerare och manskap |
| Vicekungliga palatsen i Ciudad de México                |           |            |                             |
| Hillebardiärer                                          | 1         | 2          | 23                          |
| Infanteri                                               | 1         | 4          | 220                         |
| Kavalleri                                               | 1         | 4          | 103                         |
| Fort San Juan de Ulúa, Veracruz                         |           |            |                             |
| Barloventoflottans marin- infanteribataljon             | 6         | 18         | 600                         |
| Veracruz dragonkår                                      | 5         | ?          | ?                           |
| Infanteribataljonen La Corona                           | 6         | 23         | 552                         |
| Artilleri                                               | 1         | 2          | 118                         |
| Acapulco                                                |           |            |                             |
| Infanteri                                               | 1         | 1          | 51                          |
| Artilleri                                               | -         | -          | 13                          |
| Isla del Carmen                                         |           |            |                             |
| Infanteri                                               | 1         | 3          | 78                          |
| Dragoner                                                | 1         | 3          | 53                          |
| Artilleri                                               | -         | -          | 25                          |
| San Miguel de Panzacola, Pensacola, Florida             |           |            |                             |
| Infanteri                                               | 2         | 4          | 160                         |
| Artilleri                                               | -         | -          | 20                          |
| Presidios                                               |           |            |                             |
| Texas                                                   | 5         | 12         | 253                         |
| Coahuila                                                | 3         | 7          | 113                         |
| Nuevo México                                            | 2         | 6          | 125                         |
| Nueva Vizcaya                                           | 5         | 15         | 231                         |
| Sonora                                                  | 5         | 14         | 222                         |
| Kalifornien                                             | 2         | 2          | 58                          |
| Milicias Urbanas (borgarbeväpningen) i Ciudad de México |           |            |                             |
| Infanteri                                               | 8         | ..         | ~1850                       |
| Kavalleri                                               | 4         | ..         | ~750                        |
| Källa:                                                  |           |            |                             |